# Scriptaphyosemion chaytori
Scriptaphyosemion chaytori är en fiskart som först beskrevs av Roloff, 1971.  Scriptaphyosemion chaytori ingår i släktet Scriptaphyosemion och familjen Nothobranchiidae. IUCN kategoriserar arten globalt som otillräckligt studerad. Inga underarter finns listade i Catalogue of Life.